# L'Aventure de Mary
Pour plus de détails, voir Fiche technique et Distribution.
L'Aventure de Mary (titre original : Beauty and the Rogue) est un film muet américain, réalisé par Henry King, sorti en 1918.

## Synopsis
Roberta Lee, qui est concernée par la réinsertion des ex-prisonniers, convainc son riche père d'embaucher un ancien voleur "Slippery" Bill Dorgan comme jardinier. Bill essaye d'abord de s'amender, mais succombe bientôt à la tentation en volant les bijoux de Roberta. Pour éviter la publicité, Roberta fait un voyage dans le pays, pendant lequel elle rencontre Richard Van Stone qui, sous une fausse identité, travaille pour son père. Richard achète à Slippery Bill une broche, sans savoir qu'elle appartenait à Roberta, la lui montre, et est arrêtée pour vol. Quand Roberta est enlevée, Bill la sauve et lui rend les bijoux, après quoi elle retire sa plainte et se marie avec Richard.

## Fiche technique
- Titre original : Beauty and the Rogue
- Titre français : L'Aventure de Mary
- Réalisation : Henry King
- Scénario : Elizabeth Mahoney
- Photographie : John F. Seitz
- Société de production : American Film Company
- Société de distribution : Mutual Film Corporation
- Pays de production :  États-Unis
- Langue : anglais
- Format : Noir et blanc - 35 mm - 1,37:1 - Muet
- Genre : comédie dramatique
- Durée : 5 bobines
- Date de sortie :
  - États-Unis : 28 janvier 1918

## Distribution
- Mary Miles Minter : Roberta Lee
- Allan Forrest : Richard Van Stone
- Orral Humphrey : "Slippery" Bill Dorgan
- George Periolat : Thomas Lee
- Lucille Ward : Sarah Wilson
- Spottiswoode Aitken : Benjamin Wilson
- Clarence Burton : Détective Callahan